# Still Me Still Now
Still Me Still Now è il secondo album in studio della cantante svedese Amy Diamond, pubblicato dalla Bonnier Amigo Music Group nel 2006.

## Tracce
1. Big Guns
2. Don't Cry Your Heart Out
3. My Name is Love
4. That's Life
5. All the Money In the World
6. Don't Lose Any Sleep Over You
7. Diamonds
8. Life's What You Make It
9. No Regrets
10. It Can Only Get Better